# هاوسفول (سلسلة أفلام)
هاوسفول (بالإنجليزية: Housefull)‏ هو عبارة عن سلسلة أفلام كوميدية هندية. المسلسل من بطولة أكشاي كومار وريتيش ديشموك في جميع الأفلام. تم إخراج أول فيلمين هاوسفول وهاوسفول 2 بواسطة ساجد خان.   الفيلم الثالث، هاوسفول 3، من إخراج ساجد فرهاد، والفيلم الرابع هاوسفول 4 من إخراج فرهاد سامجي والفيلم الخامس هاوسفول 5 من إخراج تارون مانسوخاني.  المسلسل من إنتاج ساجد ناديوالا تحت شركته ناديادوالا غراندسون إنترتينمنت. يبدأ كل فيلم بقصة جديدة لا علاقة لها بقصة الفيلم السابق. ومع ذلك، فإن الموضوع والوتيرة يظلان كما هما.
على الرغم من الاستقبال النقدي المختلط من النقاد، حقق المسلسل نجاحًا تجاريًا، حيث بلغ إجمالي إيراداته أكثر من 800 كرور روبية في جميع أنحاء العالم.  إنه حاليًا أعلى امتياز فيلم كوميدي في السينما الهندية  بالإضافة إلى كونه أحد أعلى سلاسل الأفلام الهندية ربحًا على الإطلاق بشكل عام.

## الأفلام والنظرة العامة
| فيلم      | تاريخ الافراج عنه | المخرج(ون)      | كاتب(ون)                                                                         | قصة                     | منتج            |
| --------- | ----------------- | --------------- | -------------------------------------------------------------------------------- | ----------------------- | --------------- |
| هاوسفول   | 30 أبريل 2010     | ساجد خان        | ميلاب زافيري ساجد خان فيبا سينغ انفيتا دوت                                       | ساجد ناديادوالا         | ساجد ناديادوالا |
| هاوسفول 2 | 5 أبريل 2012      | ساجد خان        | ساجد خان توشار هيرانانداني ساجد-فرهاد                                            | ساجد ناديادوالا         | ساجد ناديادوالا |
| هاوسفول 3 | 3 يونيو 2016      | ساجد فرهاد      | ساجد فرهاد راجان أجراوال                                                         | ك. سوباش جيتندرا بارمار | ساجد ناديادوالا |
| هاوسفول 4 | 25 أكتوبر 2019    | فرهاد سامجي     | أكاش كوشيك مادور شارما فرهاد سامجي توشار هيرانانداني سبارش خيتاربال تاشا بهامبرا | سارة بودينار            | ساجد ناديادوالا |
| هاوسفول 5 | 6 يونيو 2025      | تارون مانسوخاني | تارون مانسوخاني فرهاد سامجي                                                      | ساجد ناديادوالا         | ساجد ناديادوالا |

### هاوسفول (فيلم 2010)
آروش هو الخاسر المشؤوم الذي يبقى مع صديقه بوب وزوجته هيتال، وكلاهما يعمل في كازينو مملوك للسيد كيشور سامتاني. على الرغم من أن هيتال في البداية غير راضية عن وجود آروش، إلا أنه يثبت أنه رجل طيب القلب يبحث عن عائلة. يقرر بوب وهيتال تزويجه من ابنة رئيسهما، ديفيكا سامتاني. بعد الزواج، في شهر العسل في إيطاليا، تتركه ديفيكا من أجل صديقها الأمريكي بيني الذي تربطها به علاقة طويلة الأمد. يشعر آروش بالإحباط ويحاول الانتحار بالغرق في البحر ولكن يتم إنقاذه من قبل فتاة تدعى ساندي.
في البداية، تعتقد ساندي أن آروش منحرف، ولكن عندما يخبرها آخري باستا، مالك أكبر فندق في إيطاليا حيث كان آروش يقضي شهر العسل مع ديفيكا، أن آروش أرمل، تصبح صديقة له وتقع في حبه ببطء. ما لا تعرفه هو أن أخري باستا كانت تمزح فقط. ثم تكتشف أن زوجته على قيد الحياة وتتركه، لكنه يخبرها بالحقيقة كاملة ليجعلها تفهم فتقبله.
الطريقة الوحيدة التي يمكن أن يتزوج بها آروش من ساندي هي إقناع شقيقها الأكبر، الرائد كريشنا راو، ضابط صارم في الاستخبارات العسكرية الهندية الذي يحب ساندي ويحميها بشكل مفرط. في هذه الأثناء، تحاول هيتال المصالحة، فتكذب على والدها، باتوك باتيل، وتخبره أن بوب يمتلك قصرًا وأن لديهما طفلًا. يقوم الأربعة باستئجار قصر لجعله يعتقد أن بوب يملكه، لكن باتوك يعتقد عن طريق الخطأ أن آروش متزوج من هيتال، وأن بوب هو الطاهي. ثم يظهر كريشنا، مما يثير رعب آروش، مما يؤدي إلى المزيد من الأكاذيب.
طوال نصف المدة، يجب على الأربعة التظاهر بأن القصر مملوك لبوب، ويجب على الباقي التظاهر بأن آروش يمتلكه. يرى كريشنا الذي يشعر بالشك الشديد بوب وهيتال يعملان في الكازينو ويستخدم جهاز كشف الكذب لمعرفة الحقيقة. بعد اعتراض ساندي، يعتذر كريشنا ويوافق على زواج آروش وساندي. تم دعوة العائلة بأكملها إلى القصر الملكي، لرؤية كريشنا وهو يحصل على المكافأة من ملكة إنجلترا. بينما كان هذا يحدث، كان من المفترض أن يقوم عاملان بتثبيت غاز تكييف الهواء للمكان، ولكن بدلاً من ذلك قاموا عن طريق الخطأ بتزويد القاعة بغاز الضحك مما تسبب في اندلاع نوبة من الضحك بين الجميع. أثناء هذا الضحك، تخرج الحقيقة إلى العلن، لكن يبدو أن لا أحد في الحالة الذهنية الصحيحة.
وفي هذه الأثناء، يعمل العاملان على منع انتشار الغاز، فيعود الجميع إلى رشدهم. لا يزال آروش يخبر كريشنا الحقيقة، مما دفع كريشنا إلى إنهاء خطوبة ساندي. ومع ذلك، بعد أن توسلت إليه ساندي وهي تبكي، سمح كريشنا لهما بالزواج. في النهاية، تعيش هيتال وبوب معًا مع باتوك باتيل، ويتغير حظ آروش للأفضل.

### هاوسفول 2 (فيلم 2012)
ابنتا العم هينا وبوبي، ابنتا عائلة كابور، يكرهان بعضهما البعض كثيرًا. يبدأون بالتشاجر حول شيء يتعلق بواجباتهم في سلطة قانون الحيوان. أبويهما، شينتو ودابو، هما أخوان غير شقيقان يكرهان بعضهما البعض حتى النخاع. حتى زوجاتهم يكرهون بعضهم البعض. يريد تشينتو صهرًا ثريًا لابنته هيينا، في حين يريد دابو أيضًا نفس الشيء لابنته بوبي. يتلقى آخري باستا، مستشار الزواج، أمرًا من تشينتو ودابو بالعثور على أفضل صهر. آخري باستا يحضر السيد باباني لمناقشة جاي ابن باباني.
عندما أساء تشينتو تفسير أحد تعليقات آخري، أساء إلى باباني لفظيًا أثناء الصراخ. يعاني باباني من حالة تؤثر على قلبه عندما يسمع أصواتًا عالية. بسبب صراخ تشينتو، أصيب باباني بنوبة قلبية، مما أدى إلى نقله إلى المستشفى. يعلم ابن باباني، جاي، بهذا الأمر، فيغضب ثم يتعهد بالانتقام، ويطلب من صديقه جولي/جوالا، ابن الملياردير جيه دي، أن يذهب إلى تشينتو، ويوافق على الزواج من ابنته ثم يلغي حفل الزفاف في اللحظة الأخيرة. جولي مشغول بمحاولة تقديم صديقته إلى والده ولا يريد التدخل. يقترح ماكس، زميلهم السابق في الكلية واللص، للقيام بالمهمة. يذهب جاي مع ماكس كسائق له ولكن بطريقة أو بأخرى، ينتهي بهم الأمر في المنزل الخطأ ويذهبون إلى منزل دابو.
يكتشف جاي وماكس خطأهما لاحقًا. جاي، لا يزال يريد الانتقام، لا يعرف ماذا يفعل ويقترح جولي زميلًا آخر من الكلية، ساني. يذهب جولي مع ساني كحارس شخصي له لأن ماكس وساني أعداء لدودين وبما أن منزل دابو ومنزل تشينتو يقعان بجوار بعضهما البعض، فقد تفشل خطتهم. ساني وجولي يواجهان تمساحًا، وماكس وجاي يواجهان ثعبانًا. تمكنوا من النجاة من الهجوم.
بينما كانت هيينا وبوبي في رحلة بحرية، انتهى بهما الأمر بالصدفة على جزيرة. ماكس و ساني يصبحان صديقين مرة أخرى، بينما هيينا و بوبي يصبحان صديقين. لقد وجدوا منتجعًا وعادوا إلى ديارهم. دابو يخطب جولي (ماكس) من بوبي وتشينتو يخطب جولي (صني) من هيينا. في يوم الخطوبة، يقوم تشينتو بتغطية أعين جولي، وساني، وجاي وهيينا ويأخذهم إلى منزل جيه دي. بعد رؤية جولي الحقيقي يحمل إكليل ساني، يعتقد جيه دي أن جولي كان مخطوبًا لهينا. لحسن الحظ، ساني أقنعه. يتصل بهم جولي في منتصف الليل ويكشف لهم سر والده كونه جاغا داكو. ويكشف أيضًا أن اسمه الحقيقي هو جوالا. بعد أن خدع ساني شينتو، اتصل شينتو بدابو في حماس وأخبره أن ابنته، هيينا، ستتزوج جولي، ابن جيه دي المرتبك، واعتقادًا منه أن ماكس هو جولي، أخذ دابو ماكس وبوبي إلى قصر جيه دي. يتعامل ساني مع الموقف بشكل جيد من خلال خداع جيه دي من خلال أخذ اسم دينه وإخباره أن ماكس هو صديق جولي وأن بوبي هو خطيب ماكس (على الرغم من أن هذا صحيح في الواقع) وأن والد ماكس يعارض زواجه من بوبي. ثم يرحب جيه دي بوبي وماكس وعائلتها في منزله ويطلب منهم البقاء هناك حتى زواج بوبي وماكس.
يصل باتوك باتيل مع ابنته بارول ليجعل الأمور أسوأ. يأتي جاي وجوالا لاستقبالهم من المطار. لكن عندما يرون بارول وجاي وجوالا يكذبون ويقولون أن جاي هو جولي. تسعد بارول عندما تسمع هذا لأنهم يحبون بعضهم البعض سراً. جيلو يعطي جوالا الإنذار النهائي - خذني إلى منزلك أو انسيني. لمساعدة جوالا، يكذب ساني على جيه دي، قائلاً إن جيلو هي خطيبته، ويوافق جيه دي مرة أخرى على السماح لها بالعيش هناك حيث يتخذ ساني اسم دينه. ساني وماكس يكذبان على حميهما ويقولان إن الرجل الآخر هو ابن جيه دي وخادمة في القصر. وهذا يخلق الكثير من الارتباك.
عندما يخبر والد ساني وكذلك "جورو" ماكس أن لا يكسروا قلب أي شخص، يخبر ساني وماكس الحقيقة لهينا وبوبي. غاضبًا، صفع بوبي وهيينا ماكس وساني على التوالي وأخبروهما أنهما لا يريدان رؤية وجوههما مرة أخرى. لكن بسبب اعتقادهما أنه بدلاً من قول الحقيقة، كان بإمكان ساني وماكس أن يفعلا المزيد من الخطأ معهما، قررت الأختان العفو عن الصبيين في اليوم التالي. هناك أيضًا ينفذ جاي وجولي خطتهما للانتقام من كابور بناءً على نصيحة والد جاي. ثم تقدم هينا عرض الزواج لساني على طريقة ساني ويقدم بوبي عرض الزواج لماكس على طريقة ماكس.
في يوم زفاف الأزواج الأربعة، علم جيه دي وآباء العرائس الأخريات الحقيقة بشأن العرسان وأنهم كانوا يكذبون طوال هذا الوقت. وأخيرًا، يتمكن بوبي وهيينا من إقناع آبائهما بنسيان عداوتهما والعيش معًا كأخوة بالدم. تشينتو ودابو يتشابكان بالأيدي وكذلك زوجاتهما. لكن جيه دي لم يقتنع بالحقيقة التي قالواها، لذلك عاد إلى جاجا داكو وبدأ في تخويف العائلات بمسدسه. يحاول إطلاق النار على ساني بمسدسه بينما يركض ساني نحو جيه دي لإنقاذه من الثريا المتساقطة ثم يفهم ما كان يحدث. في النهاية، يتزوج جميع العرسان من صديقاتهم.

### هاوسفول 3 (فيلم 2016)
قبل ست سنوات في لندن، حاول ثلاثة لصوص سرقة مجوهرات من أحد المباني، لكن الشرطة أوقفتهم وألقت القبض عليهم. في الوقت الحاضر، باتوك باتيل هو رجل أعمال ثري وناجح ولديه ثلاث بنات جميلات: جانجا، وجامونا، وساراسواتي. ومع ذلك، فهو لا يريد أن تتزوج بناته، لأنه يدعي أن جميع النساء في عائلته ملعونات إذا تزوجن.
في إحدى الليالي، في حفلة توديع العزوبية لصديقة، تكشف الفتيات لصديقتهن أن كل واحدة منهن لديها صديق سراً. صديق جامونا هو تيدي، الذي يريد أن يكون سائق سيارة سباق. يتمتع تيدي بمهارة في السباق، ولكن خلال سباق مهم، نفد وقود سيارته وخسر. صديق ساراسواتي هو بونتي، الذي يريد أن يكون مغني راب. خلال مسابقة المواهب، ادعى القاضي أن موهبته في موسيقى الراب عادية. بعد ذلك، يبدأ بونتي في توجيه كلمات بذيئة باللغة الهندية إلى القاضي. لسوء الحظ، القاضي يعرف اللغة الهندية، لذلك استبعده. صديق جانجا هو ساندي، الذي يريد أن يكون لاعب كرة قدم محترف. أثناء تجارب الأداء لفريق ما، يخبره المدرب، الذي يتسم بالعنصرية، أنه لا يستطيع الانضمام، ويصفه بـ "الهندي الدموي"، مما يؤدي إلى خروج شخصية ساندي الشريرة، سوندي، ومهاجمة المدرب والفريق. يعلم ساندي أن سوندي يخرج كلما سمع كلمة "هندي"، وأن اضطراب الهوية الانفصامية لديه يأتي من الاكتئاب بسبب عدم وجود أموال كافية لكسب لقمة العيش. يرى ساندي نجاح باتوك في الصحيفة، ويقرر مواعدة طبيبه، وابنة باتوك، جانجا. عندما تخبر الفتيات والدهن أن لكل واحدة منهن صديق، يذهب باتوك إلى صديقه، آخري باستا، الذي يملك مطعماً إيطالياً. يقنع باتوك باستا بارتداء زي عرافة العائلة، آخري آستا. تدعي آستا أنه عندما يخطو زوج جانجا قدمه لأول مرة إلى منزل باتوك، أو عندما يرى زوج جامونا باتوك لأول مرة، أو عندما يتحدث زوج ساراسواتي لأول مرة إلى باتوك، فإن باتوك سيصاب بنوبة قلبية ويموت. الفتيات اللواتي يرغبن في الاحتفاظ بصديقاتهن، لديهن إعاقات مزيفة. يتنقل ساندي على كرسي متحرك آلي، ويدّعي أنه لا يستطيع استخدام قدميه. يرتدي تيدي نظارة شمسية ويستخدم عصا، ويدعي أنه أعمى. بونتي يستخدم لغة الإشارة، ويدّعي أنه أخرس. يقرر باتوك اختبار الأولاد للتأكد من أنهم معاقون حقًا، وذلك بوضع النمل في سراويل ساندي، وجعل تيدي يقفز في حمام سباحة فارغ، وإصابة بونتي لمعرفة ما إذا كان سيصرخ. عندما يكون باتوك خارج المنزل، يكشف الأولاد لبعضهم البعض أنهم ليسوا معاقين. نظرًا لأنهم جميعًا يريدون أموال باتوك، فقد قرروا عدم إخبار بعضهم البعض، حيث أن كل واحد منهم لديه تسجيل للآخر. في مطعم باستا، يكشف باتوك لباستا أن بناته هن في الواقع بنات أورجيا ناجري، زعيم الجريمة في العالم السفلي. تم القبض على ناجري عندما أبلغ شخص ما الشرطة. أثناء وجوده في السجن، طلب ناجري من باتوك أن يعتني ببناته في لندن، ولكن تأكد من عدم اكتشافهن أبدًا أن ناجري هو والدهم. يكشف باتوك أيضًا أنه هو الذي أبلغ الشرطة، ولم يكن يريد زواج الفتيات حتى يخرج أبناؤه (اللصوص في بداية الفيلم) من السجن. دون علمه، خرج ناجري من السجن ووصل إلى لندن.
بينما تقوم الفتيات بإعداد تمثال شمعي لباتوك، يذهب الأولاد إلى المدينة، حيث يقوم بعض رجال العصابات بمضايقة بعض الفتيات. فجأة، يظهر ناجري ويهاجم العصابات. بعد هروب العصابة، يرى ناجري الأولاد ويسألهم لماذا لم يساعدوهم. يدعي الأولاد أنهم كانوا معاقين. ويقول بونتي، الذي كان على الكرسي المتحرك في ذلك الوقت، إنه كان مشلولا. ساندي، وهو يحمل عصا تيدي، يدعي أنه أعمى، وأن تيدي أخرس. لاحقًا، يذهب ناجري إلى مكتب باتوك، ويسأله عن أزواج بناته المستقبليين. ويقول باتوك إنه على الرغم من أن أزواج الفتيات المستقبليين من ذوي الإعاقة، إلا أنه يعرف ثلاثة رجال عاديين مناسبين للزواج من البنات. يأخذ باتوك ناجري إلى جوردوارا لرؤية أبنائه، ريشي، وروهان، وراجيف، مدعيا أنهم أيتام يقومون بالخدمة المجتمعية. يقرر ناجري أن الثلاثة مناسبون لبناته.
في منزل باتوك، يدعي انجر أن باتوك مدين لناجر بمبلغ 5000 كرور (50 مليار) جنيه استرليني. يمنح ناجري باتوك والأولاد عشرة أيام لجمع الأموال، أو يجب على جانجا وجامونا وساراسواتي الزواج من ريشي وروهان وراجيف. خلال هذه الأيام العشرة، سيعيش ناجري و"أبناؤه" أيضًا في منزل باتوك، مما يعني أنه بينما أمام باتوك وناجري، يجب على ساندي وتيدي وبانتي التصرف كعميان-معاقين، وبكم-عميان، ومعاقين-بكماء. توصل ساندي وتيدي وبانتي إلى خطة للتخلص من أبناء ناجري. خلال حفل عيد القديس باتريك، تجعل الفتيات ريشي، وروهان، وراجيف في حالة سُكر. في اليوم التالي، أخبر كل منهما الآخر أنهم مارسوا الجنس مع فتياتهم، ليكتشفوا أنهم مارسوا الجنس مع الخادمات. الخادمات يطلبن تعويضًا بقيمة 50 مليون جنيه إسترليني أو يرفعن دعوى قضائية. وعندما علم ناجري بذلك، قال إن الفتيات سوف يتزوجن من الأولاد الذين يختارونهن.
في اليوم التالي، تأخذ الفتيات ساندي وتيدي وبانتي إلى الكنيسة، طالبين المغفرة. ساراسواتي، التي تعتني بالأطفال ذوي الإعاقة، تحكي لهم أن صبيين كانا يسخران من طفل بسبب إعاقته. تشعر الفتيات بالذنب، لأنهن شعرن أنهن يسخرن من الأشخاص ذوي الإعاقة من خلال جعل الأولاد يتصرفون كما لو كانوا مكفوفين، أو مشلولين، أو بكماء. بعد هذا يشعر الأولاد بالذنب، لأنهم كانوا يتزوجون الفتيات من أجل المال فقط. يذهبون إلى منطقة المستودع في متحف مدام توسو لمقابلة صديقاتهم. بدلاً من ذلك، يجدون أبناء باتوك، الذين يشرحون أنهم اكتشفوا أن الأولاد كانوا طبيعيين. بينما كان تيدي وبانتي يتقاتلان ضد أعضاء عصابة أبناء باتوك، سمعت ساندي عن طريق الخطأ تيدي يقول "هندي"، وحاولت سوندي، الشخصية البديلة لساندي، قتل ساندي. يصل باتوك ويبتز الأولاد بأن ثروة ناجري البالغة 50 مليونًا سيتم تقسيمها إلى 7 أجزاء: ريشي، روهان، راجيف، باتوك، ساندي، تيدي، وأسهم بونتي. يقول سوندي أنه يجب تقسيمها إلى 8 أسهم، حيث أن ساندي/سوندي يعتبران شخصين. يصل أخري باستا ويطالب بحصته، ويقسمها إلى 9 أجزاء. لكن الخادمات الثلاث يطالبن كل واحدة بحصتين، حصة لهن، وحصّة أخرى عن أطفالهن الذين لم يولدوا بعد. ثم يصل ناجري، ويشرح أنه وجد تسجيلاً على الكمبيوتر المحمول الخاص ببونتي، والذي كشف أن بونتي، وساندي، وتيدي لم يكونوا معاقين. كما سمع ناجري أيضًا باتوك، الذي أخبر أبنائه أنه كان مسؤولاً عن سجن ناجري. ثم يحاول ناجري قتل جميع من في المستودع، بينما يتم تشغيل الأضواء وإطفائها. عندما وصلت الفتيات، رآهن ريشي وروهان وراجيف، وأمسكوا بهن تحت تهديد السكين أمام ناجري. ثم هرع ساندي وتيدي وبانتي لإنقاذ الفتيات، مما أدى إلى إصابة أنفسهم في هذه العملية. وبينما هم مستلقون بين أحضان الفتيات، يخبر الأولاد الفتيات الحقيقة، ويشرح باتوك كيف أن ناجري هو والدهم. الفتيات يسامحن الأولاد، ويتصالحن مع ناجري.

### هاوسفول 4 (فيلم 2019)
هاري هو حلاق لديه في كثير من الأحيان ومضات غريبة من عصر الماضي. يدير صالون حلاقة في لندن مع شقيقيه روي وماكس. فقد الأخوة الثلاثة حقيبة تحوي خمسة ملايين جنيه إسترليني، كانت مملوكة لرجل العصابات مايكل باي. يُطالبه مساعده الكبير بيج باي بالمال باستمرار. لتلبية هذا الطلب، يتزوج الإخوة الثلاثة من بنات قطب الأعمال الثري في لندن تاكرال (رانجيت): هاري يواعد بوجا، روي يواعد نيها وماكس يواعد كريتي. تؤدي ظروف غامضة إلى إقامة حفل الزفاف في مدينة سيتامجار في الهند. عند وصولهم إلى سيتامجار، تعرف عليهم آخري باستا، أحد العاملين في الفندق، باعتبارهم تجسيدات لأشخاص عاشوا قبل 600 عام، أي في عام 1419. أدرك هاري أن الومضات التي رآها لها علاقة بما كان يتحدث عنه باستا، فقاد سيارته إلى بلدة مادهافجار القريبة، حيث بدأ يرى الومضات بوضوح.
في عام 1419، تم نفي راجكومار بالا ديف سينغ من مادهافجاره من قبل والده، ماهاراج باريكشتاب، لأن بالا حاول قتله ليصبح ملكًا. أخبره خادم بالا، بيهلا باستا، عن سيتامجاره - مملكة قريبة يبحث ملكها، مهراج سوريا سينغ رانا، عن عرسان لبناته الثلاث: راجكوماري مادو، وراجكوماري مالا، وراجكوماري مينا. يخطط بالا للزواج من راجكوماري مادو، الأميرة الكبرى، حتى يصبح ملك سيتامجاره.
يلتقي بالا مع بانجدو ماهاراج، وهو مدرس رقص أنثوي لديه علاقة غرامية مع مالا. تقع مينا في حب الحارس الشخصي الشجاع للأميرات الثلاث، دارامبوترا. يساعد بالا الزوجين على التجمع معًا ويطلب مساعدتهما في توحيده مع مادو. تنجح الخطة ويعلن مهراج سوريا سينغ رانا زواج مادو مع بالا، ومالا مع بانجدو مهراج، ومينا مع دارامبوترا. ومع ذلك، فإن سوريابان، ابن شقيق سوريا سينغ رانا، يريد العرش لنفسه. يقتل شقيق زعيم عشيرة سيتامجار المعادية، جاما، ويوقع بالأزواج الثلاثة في التهمة نفسها. في يوم الزفاف، اقتحم جاما الحصن وقاتلهم للانتقام لأخيه. أثناء القتال، أدرك بالا أنه الآن يحب مادو حقًا، على الرغم من أنها كانت في البداية مجرد الطريق إلى العرش بالنسبة له. أثناء القتال، انهار مذبح الزفاف وقتل الأزواج الثلاثة بالإضافة إلى جاما.
بالعودة إلى الحاضر، يدرك هاري أن العرسان على وشك الزواج من العرائس الخطأ. يساعد باستا هاري في تذكير روي وماكس بحياتهما كـ بانجدو ماهاراج ودارامبوترا على التوالي. في تلك اللحظة، يتم تقديمهما إلى بابو رانجيلا، مغني القوالي وصديق عائلة الفتاتين. إنه تجسيد لجاما لكنه لا يتذكر حياته الماضية. وفي الوقت نفسه، يجد باستا لوحة ليوم زفاف حياتهما الماضية والتي تُظهر بالا مع مادو، وبانجدو مع مالا، ودارامبوترا مع مينا. قبل أن يتمكنوا من عرض هذه اللوحة على الفتيات لتذكيرهن بحياتهن الماضية، تقع في أيدي بابو رانجيلا ويتذكر حياته كجاما.
يتدخل بابو في حفل الزفاف ويحدث قتال. القتال يجعل بوجا ونيها يتذكران كل شيء. وبعد قليل، يظهر مايكل بهاي، الذي يتبين الآن أنه تجسيد لسوريابان، في حفل الزفاف للحصول على أمواله ويطلق النار على جاما. تتذكر كريتي كل شيء عندما ترى مايكل بهاي وتخبر الجميع أيضًا أن خيمة الزفاف لم تنهار من تلقاء نفسها - لقد هدمها سوريابان لقتل الجميع حتى يتمكن من أن يصبح ملكًا. يروي مايكل بهاي حياته الماضية ويتباهى بكيفية تسببه في مقتل شقيق جاما. يسمع بابو رانجيلا هذا ويدفع مايكل باي إلى المانداب المنهار، وبالتالي يحصل على انتقامه.
وينتهي الفيلم بملاحظة سعيدة مع زواج هاري وروي وماكس من كريتي وبوجا ونيها، وبالتالي اكتمال قصة حبهم التي يبلغ عمرها 600 عام.

### هاوسفول 5
هاوسفول 5 هو الجزء الخامس من سلسلة هاوسفول، ومن المقرر إصداره في 6 يونيو 2025. من إخراج تارون مانسوخاني وإنتاج ساجد ناديادوالا.

## طاقم العمل
وقد لعب أكشاي كومار وريتيش ديشموك دور البطولة في جميع الأفلام الأربعة، كما يقوم تشانكي باندي بدور مساعد. ظهر بومان إيراني وجاكلين فرنانديز في الأفلام الثلاثة الأولى.

### هاوسفول
- أكشاي كومار في دور آروش أواستي
- ريتيش ديشموك في دور بومان "بوب" راو
- ديبيكا بادوكون بدور ساونداريا "ساندي" بهاجايالاكسمي فينكاتيشواري باسابا راو
- أرجون رامبال في دور الرائد كريشنا راو
- لارا دوتا في دور هيتال باتيل
- جيا خان في دور ديفيكا
- بومان إيراني في دور باتوك باتيل
- بانداي تشانكي مثل معكرونة آخري
- ماليكا أرورا خان في دور بوجا
- راندير كابور في دور كيشور سامتاني
- جاكلين فرنانديز في دور Dhanno (ظهور خاص في أغنية "Aapka Kya Hoga")
- ديزي إيراني في دور والدة باتوك باتيل
- ليليت دوبي في دور زليخة بانو
- فيندو دارا سينغ كحارس أمن
- سوريش مينون في دور سانتا سينغ
- مانوج باهوا في دور بانتا سينغ

### هاوسفول 2

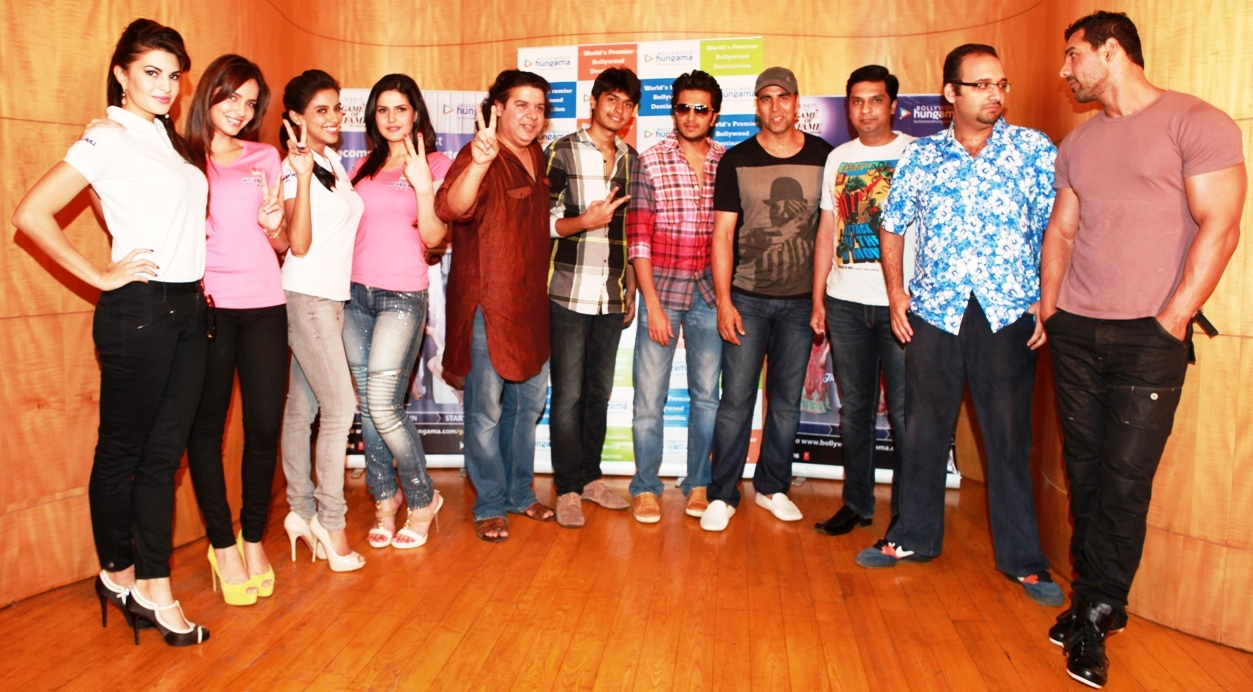
طاقم عمل هاوسفول 2

- أكشاي كومار في دور سونيل "صني" بوجاري
- آسين بدور هينا كابور بوجاري؛ ابنة شينتو وسويتي، زوجة صني
- جون ابراهام في دور ماكس ميهروتكار
- جاكلين فرنانديز بدور بوبي كابور-ميروتكار؛ ابنة دابو ودولي، زوجة ماكس
- ريتيش ديشموخ في دور جوالا "جولي" كانوجيا
- زارين خان في دور جايشري "جاينا / جي لو" لوغاناثان كانوجيا، زوجة جولي
- شرياس تالباد في دور جاي باباني
- شازان بادامسي في دور بارول باتيل باباني؛ ابنة باتوك، زوجة جاي
- ريشي كابور في دور شينتو كابور؛ زوج سويتي، والد هينا، والد زوجة ساني
- سوبرانا مارواه بدور سويتي كابور؛ زوجة شينتو، والدة هينا، وحمات ساني
- راندهير كابور في دور دابو كابور؛ زوج دوللي، والد بوبي، والد زوجة ماكس
- نيلو كوهلي بدور دوللي كابور؛ زوجة دابو، والدة بوبي، وحمات ماكس
- ميثون تشاكرابورتي في دور جاجا "جيه دي" كانوجيا (جاجا داكو)، والد جولي، والد زوج جيلو
- جوني ليفر في دور ميثاي باتيل؛ اليد اليمنى لجيه دي
- بومان إيراني في دور باتوك باتيل؛ والد بارول، والد زوجة جاي
- فيريندرا ساكسينا في دور السيد باباني؛ والد جاي، والد زوج بارول
- رانجيت في دور دكتور رانجيت في أسنا ك.بوجاري؛ والد صني، والد زوج هينا
- بانداي تشنكي على هيئة معكرونة آخري
- ماليكا أرورا خان في دور أناركالي/هيتال/سارلا (ظهور خاص)

### هاوسفول 3
- أكشاي كومار في دور سانكيت "ساندي/سوندي" سيغال
- أبيشيك باتشان في دور بونتي مالهوترا
- ريتيش ديشموخ في دور توكارام "تيدي" تشوجول
- جاكلين فرنانديز في دور جانجا "جرايسي" ناجري
- ليزا هايدون في دور جامونا "جيني" ناجري
- نرجس فخري في دور ساراسواتي "سارة" نجري
- بومان إيراني في دور باتوك باتيل
- جاكي شروف في دور أورجيا ناجري
- شانكي باندي في دور آخري باستا / آخري آستا
- سمير كوشار في دور ريشي باتيل
- نيكيتين دير في دور روهان باتيل
- أراف شودري في دور راجيف باتل

### هاوسفول 4
- أكشاي كومار في دور هاري/راجكومار بالا ديف سينغ
- ريتيش ديشموك في دور روي / بانجدو ماهاراج
- بوبي ديول في دور ماكس/دارامبوترا
- كريتي سانون في دور كريتي/راجكوماري مادو
- بوجا هيغدي في دور بوجا/راجكوماري مالا
- كريتي خارباندا في دور نيها/راجكوماري مينا
- شانكي باندي في دور أخري باستا / بيهلا باستا
- رنا داجوباتي في دور بابو رانجيلا/جاما
- رانجيت في دور ثاكرال / رجا سوريا سينغ رانا
- شاراد كيلكار في دور مايكل بهاي/سوريابان
- جوني ليفر في دور وينستون تشيرشجيت
- جيمي ليفر في دور جيجلي
- نواز الدين صديقي في دور رامزي بابا
- مانوج باهوا في دور بيج باي
- باريكشيت ساهني في دور مهراجا باريكشيتاب
- أرشانا بوران سينغ بدور والدة هاري وروي وماكس (الصورة فقط)
- شاكتي كابور بدور والد هاري وروي وماكس (الصورة فقط)
- شام ماشالكار في دور دارباري
- بريثفي زوتشي في دور سيسكيريا
- سوراب سريفاستافا في دور لاخان

## الممثلين والشخصيات
| ممثل            | فيلم            | فيلم                 | فيلم                          | فيلم                                        |
| ممثل            | هاوسفول (2010)  | هاوسفول 2 (2012)     | هاوسفول 3 (2016)              | هاوسفول 4 (2019)                            |
| --------------- | --------------- | -------------------- | ----------------------------- | ------------------------------------------- |
| أكشاي كومار     | آروش أواسثي     | سونيل "صني" بوجاري   | سانكيت "ساندي" سيغال / "صندي" | راجكومار بالا ديف سينغ / هاريش "هاري" سينها |
| ريتيش ديشموك    | بومان "بوب" راو | جوالا "جولي" كانوجيا | توكارام "تيدي" تشوجول         | بانغدو براتاب سينغ مهراج / "روي" سينها      |
| بانداي سميك     | أخري باستا      | أخري باستا           | آخري باستا/آخري آستا          | آخري باستا/بيهلا باستا                      |
| بومان إيراني    | باتوك باتل      | باتوك باتل           | باتوك باتل                    |                                             |
| راندهير كابور   | كيشور سامتاني   | دابو كابور           |                               |                                             |
| ملاكة ارورا     | بوجا            | أناركلي              |                               |                                             |
| فيندو دارا سينغ | حارس الأمن      | سوسا                 |                               |                                             |
| مانوج باهوا     | بانتا سينغ      |                      |                               | بيج باي                                     |
| جاكلين فرنانديز | دانو            | بوبي كابور           | جانجا "جراسي" باتيل           |                                             |
| رانجيت          |                 | رانجيت ك. بوجاري     |                               | ثاكرال / مهراج سوريا سينغ رانا              |
| جوني ليفر       |                 | ميثاي باتيل          |                               | وينستون تشيرشجيت                            |

## شباك التذاكر
| فيلم      | تاريخ الافراج عنه | ميزانية                                                 | إيرادات شباك التذاكر                                     |
| --------- | ----------------- | ------------------------------------------------------- | -------------------------------------------------------- |
| منزل كامل | 30 أبريل 2010     | 35 كرور روبية هندية (5٫8 مليون دولار أمريكي)            | 124 كرور روبية هندية (21 مليون دولار أمريكي)             |
| هاوسفول 2 | 5 أبريل 2012      | 45 كرور روبية هندية (7٫5 مليون دولار أمريكي)            | 186 كرور روبية هندية (31 مليون دولار أمريكي) .           |
| هاوسفول 3 | 3 يونيو 2016      | 60 كرور روبية هندية (10 مليون دولار أمريكي)             | 195 كرور روبية هندية (32 مليون دولار أمريكي)             |
| هاوسفول 4 | 25 أكتوبر 2019    | 75 كرور روبية هندية (12 مليون دولار أمريكي)             | 280 كرور روبية هندية (46 مليون دولار أمريكي)             |
| المجموع   |                   | 215 كرور روبية هندية (36 مليون دولار أمريكي) Four films | 795 كرور روبية هندية (130 مليون دولار أمريكي) Four films |

## موسيقى
تم تأليف الموسيقى في الفيلم الأول من قبل شانكار-إحسان-لوي وساجد-واجيد في الجزء الثاني .  وفي الفيلم الثالث الأغاني من تأليف شريب توشي وسهيل سين وميكا سينغ وتانيشك باجشي وميليند غابا. وفي الدفعة الرابعة يتكون من سهيل سين وفرهاد سامجي وأريان مهدي وسانديب شيرودكار.
حقوق الموسيقى التصويرية للفيلم بالكامل مملوكة لشركة تي سيريز بموجب العقد مدى الحياة الذي أبرمته شركة ناديادوالا غراندسون إنترتينمنت مع بوشان كومار. 